# Francis Brunn
Francis Brunn (Aschaffenburg, 15 de noviembre de 1922  - Fráncfort del Meno, 28 de mayo de 2004) fue un malabarista, acróbata y artista de circo alemán, considerado uno de los mejores malabaristas del siglo XX.

## Trayectoria
Su padre, dueño de tres restaurantes, fue campeón de clavado en Alemania en tres ocasiones y a pesar de no ser un artista de circo aprendió gimnasia, acrobacias y a hacer malabares con tres piedras, viendo a un malabarista mientras fue prisionero durante la Primera Guerra Mundial, habilidades que luego enseñó a Brunn y a su hermana, Lottie Brunn.
En 1938, luego de asistir a un espectáculo de circo, Brunn decidió ser actor de teatro y empezó a cursar estudios de acrobacia con el artista de circo Emil Rother-Ether, en la Universidad de las Artes de Berlín. Debutó con los malabares en 1939, uniéndose a un espectáculo itinerante que se presentó en toda Europa. En 1942 se presentó en Berlín en el teatro de variedades, Wintergarten. En sus comienzos, fue su hermana Lottie quien le acompañó como asistente en la pista. Le inspiraron en su trabajo artístico los consagrados malabaristas italianos, Angelo Piccinelli y Enrico Rastelli. Estuvo dos años en el Libro Guinness de los récords por su velocidad y técnica.
En 1948, se mudó a Estados Unidos donde vivió por más de veinte años. Su primer trabajo, durante tres años, fue con el Ringling Brothers and Barnum & Bailey Circus, donde se convirtió en el primer malabarista que trabajó en la pista central como solista, y donde se le anunciaba como "el mejor malabarista que el mundo ha conocido"; luego siguió su carrera artística presentándose en teatros de variedades, clubes nocturnos, en espectáculos de Las Vegas y en programas de televisión, como The Ed Sullivan Show. También actuó en Europa, en el Circo Sarrasani de Alemania y en el cabaré francés, Lido de París. En 1996, le contrataron en el teatro de variedades Tigerpalast, ubicado en Fráncfort.
Fue el primer artista que introdujo la danza y el movimiento al malabarismo, y en hacer actos usando diez aros al mismo tiempo. Se especializó en el uso de pocos objetos con una técnica de gran precisión. Sus números se caracterizaron por incluir saltos mortales, volteretas y equilibrio con su cuerpo mientras hacía malabares a gran velocidad con clavas, aros y pelotas de diferentes tamaños, que le lanzaba su ayudante, la también artista y bailarina estadounidense, Nathalie Enterline. Podía hacer malabares usando las manos y los pies al mismo tiempo, mientras saltaba a la cuerda o comba; además fue popular por su número de combinación de objetos, conocido como Brunn finish. También fue pionero en usar el flamenco como música para sus espectáculos, luego de escuchar a Carmen Amaya y a Antonio Ruiz Soler en Nueva York.  Tuvo dos hijos, Christina Brunn Price y Raphael Brunn, este último se convirtió en guitarrista flamenco y le acompañó en la pista tocando en directo.
En 1963 actuó frente a la reina de Inglaterra, dos veces para el expresidente de los Estados Unidos, Dwight D. Eisenhower, en 1967 en el espectáculo At Home At The Palace, de Judy Garland en el Palace Theatre de Nueva York, y también junto a The Beatles, Frank Sinatra, Dean Martin, Sammy Davis Jr. y Elvis Presley. Brunn ayudó económicamente al funambulista francés, Philippe Petit, para realizar la hazaña no autorizada de caminar sobre la cuerda floja entre las Torres Gemelas del World Trade Center de Nueva York, que se llevó a cabo el 7 de agosto de 1974.

Debido a un accidente en el escenario del Lido de París en 1970, sufrió de dolores de cadera hasta que fue operado y le colocaron una prótesis en 1976, esta situación le mantuvo cerca de dos años alejado de la pista, y además le trajo otras complicaciones por el uso de las muletas, la pérdida de la sensibilidad de los dedos de las manos que requirió de varias operaciones adicionales. Brunn dejó la pista en 1996, pero siguió activo acompañando a Enterline –su pareja–, durante sus giras.

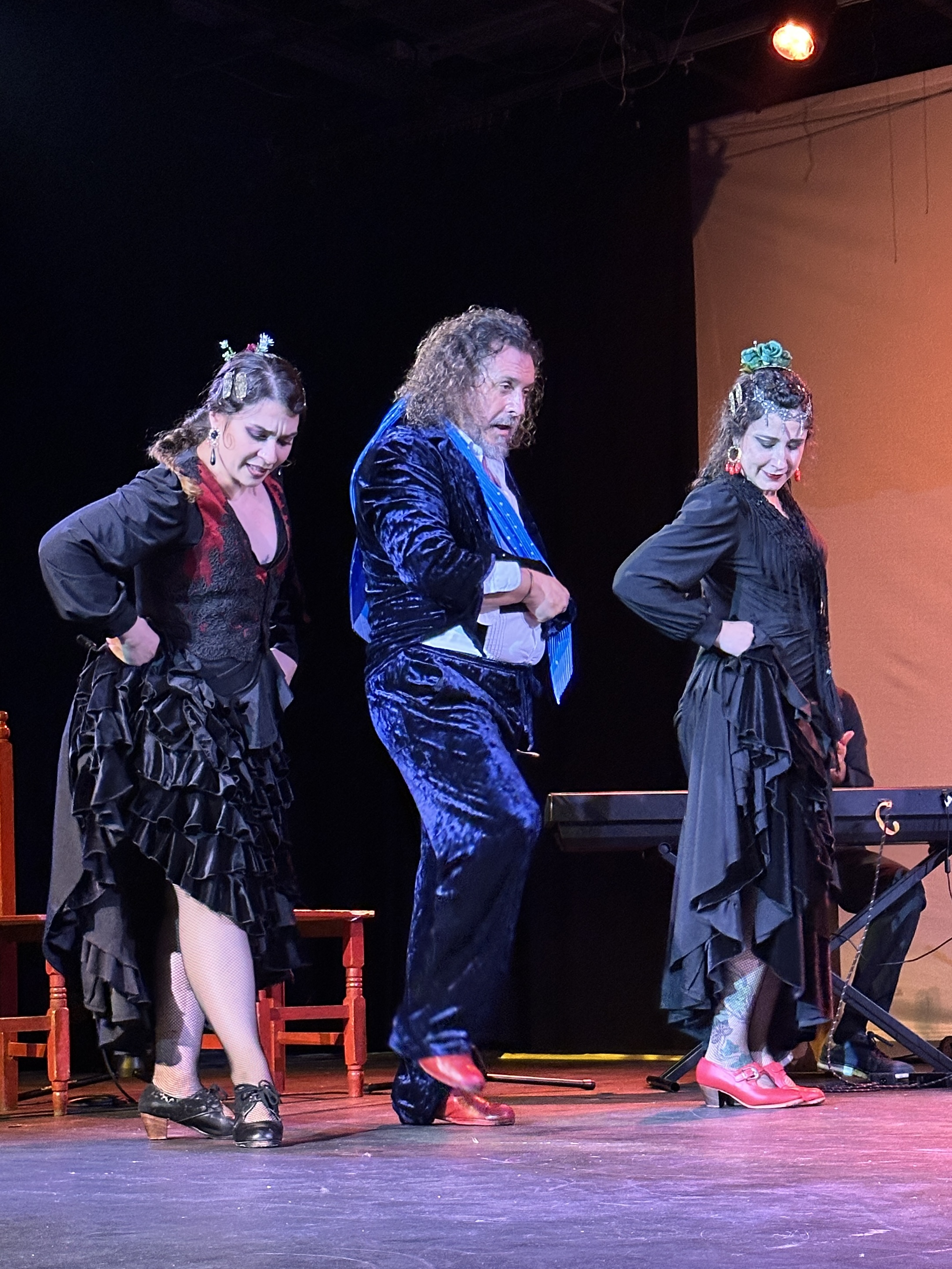
Torombo con dos Cecilia y Lorena, bailaoras Mexicanas durante una presentación en Xalapa, México en abril de 2025

Dirigió Incógnito, espectáculo que mezclaba circo y flamenco, que se estrenó en 2001, en la Ópera de Fráncfort, bajo la producción del Tigerpalast de Berlín y con la participación de Enterline, el acróbata Oleg Izossimov, los bailarines de claqué, Van Porter y Robert Reed; los bailaores de flamenco el Torombo, Farruquito, Farruco, Jairo Barrull, José Maya, Óscar de los Reyes, Adela Campallo, y La Toromba; los guitarristas Raphael Brunn –su hijo–, Martín Chico, Raúl El Perla y Jan del Gastor, y como cantaores El Vareta, Pepe de Pura y María Vizcárraga.
Su hermana Lottie Brunn, su sobrino Michael Chirrick y su medio hermano paterno Ernest Montego, fueron también reconocidos malabaristas. Brunn murió el 28 de mayo de 2004, en un hospital de Fráncfort a causa de las complicaciones de una cirugía cardíaca, a los 81 años; fue enterrado en el George Washington Memorial Park, ubicado en Nueva Jersey, Estados Unidos.

## Premios y reconocimientos
En 1998, Brunn y su hermana Lottie fueron incluidos en el Circus Ring of Fame, "por su increíble velocidad, por usar todo cuerpo para dirigir el movimiento de objetos y por ser el primero en hacer malabares con diez anillos al mismo tiempo". Este reconocimiento se otorga a las personas que durante su trayectoria han contribuido significativamente al arte y a la cultura circense. La nominación corresponde al público y la selección de los ganadores a un jurado compuesto por artistas, historiadores, académicos y conocedores del circo de diferentes partes del mundo. El premio consiste en una placa de bronce, con forma de rueda de carreta, que se exhibe en el St. Armands Circle Park, ubicado en Sarasota, Florida.
En 2006, Brunn fue admitido en el International Circus Hall of Fame, galardón que desde 1958 reconoce a los más importantes artistas de circo, músicos, promotores, periodistas y dueños de espectáculos circenses del mundo. Los nominados son analizados y escogidos por un jurado, el ganador se anuncia y celebra durante la semana del circo, en el mes de julio en el Peru Circus Winter Quarters, ubicado en Indiana.
También forma parte del The Juggling Hall of Fame, que reconoce a los mejores malabaristas retirados, mayores de cincuenta años y fallecidos. Los candidatos son analizados y seleccionados por un comité que valora los méritos artísticos y técnicos, la creatividad y la influencia en el campo del malabarismo.
En Middletown, Ohio, se encuentra el The Museum of Juggling History, del malabarista e historiador estadounidense, David Cain, en el que se exhiben algunos de los aros, pelotas y accesorios de malabares de Brunn que fueron donados por su pareja, Enterline.